# Karakoyunlu (district)
Karakoyunlu is een Turks district in de provincie Iğdır en telt 14.597 inwoners (2007). Het district heeft een oppervlakte van 193,9 km². Hoofdplaats is Karakoyunlu.
De bevolkingsontwikkeling van het district is weergegeven in onderstaande tabel.
| 1997   | 2000   | 2007   |
| ------ | ------ | ------ |
| 16.082 | 18.285 | 14.597 |

## Plaatsen
- Aktaş
- Aşağıalican
- Bayatdoğanşalı
- Bulakbaşı
- Cennetabat
- Gökçeli
- Karakoyunlu (circa 5000 inwoners)
- Koçardoğanşalı
- Kerimbeyli
- Koçkıran
- Mürşitali
- Şıracı
- Yazlık
- Yukarıalican
- Zülfikar